# Chedworth
Chedworth ist eine Ortschaft in der Grafschaft Gloucestershire (England) in den Cotswolds. Hier liegt der archäologische Fundort Chedworth Roman Villa, seit 1924 ist diese ein Objekt des National Trust.

## Allgemeines
Chedworth ist eine Straßensiedlung mit einigen schönen Steinhäusern im Cotswold-Typ. Das große Herrenhaus nahe der Pfarrkirche ist das älteste Gebäude des Ortes. Während des Zweiten Weltkriegs war hier ein Flugplatz der Royal Air Force, dessen Überreste noch zu sehen sind.
Die Midland & South Western Junction Railway von Cheltenham nach Cirencester, später ein Teil der Great Western Railway, die den Ort seit Oktober 1892 an das englische Schienennetz anband, wurde im September 1961 stillgelegt. Die damals abgebrochene Chedworth Railway Station lag in einem tiefen Einschnitt, in der Nähe ist der Chedworth Tunnel mit einer Länge von rund 450 m.
In der Novelle „Rat Trap“ (1976) von Craig Thomas (1942–2011) wird Chedworth als Schauplatz genannt.
Der kanadische Vielseitigkeitsreiter Michael Winter (* 1974) betreibt seit 2009 einen Reitstall in Chedworth.

## Die römische Villa
Die Villa ist ein rund 1700 Jahre altes prunkvolles Gebäude, das durch Zufall 1864 entdeckt, durch James Farrer (1812–1879) freigelegt und als Schaugelände eröffnet wurde. Die Bauzeit wird vom frühen zweiten bis ins vierte Jahrhundert angenommen. Es handelte sich im Endausbau um eine der größten romano-britischen Villen Englands mit schönen Mosaiken, besonders im Speisesaal (Triclinium), einem Dampfbad und einem Heißluftbad, Hypocaustum (Unterflurheizung), Latrinenanlage und einem kunstvoll mit einer Apsis gestalteten Wasserbecken. Das Wasserbecken (Nymphäum) war Ort der Verehrung für die lokale Quellgöttin, deren unmittelbar neben der Villa gelegene Quelle das Becken speiste. Ein Altar für den Gott Lenus Mars, mit einem Relief, das den Gott mit Axt und Speer abbildet, wurde im Bereich der Villa ausgegraben.
Die Villa lag direkt an der wichtigen Römerstraße Fosse Way, 13 km nördlich der römischen Stadt Corinium Dobunnorum (heute Cirencester). In einem Umkreis von 8 km lagen neun derartige Villen, in den gesamten Cotswolds gab es insgesamt fünfzig davon.

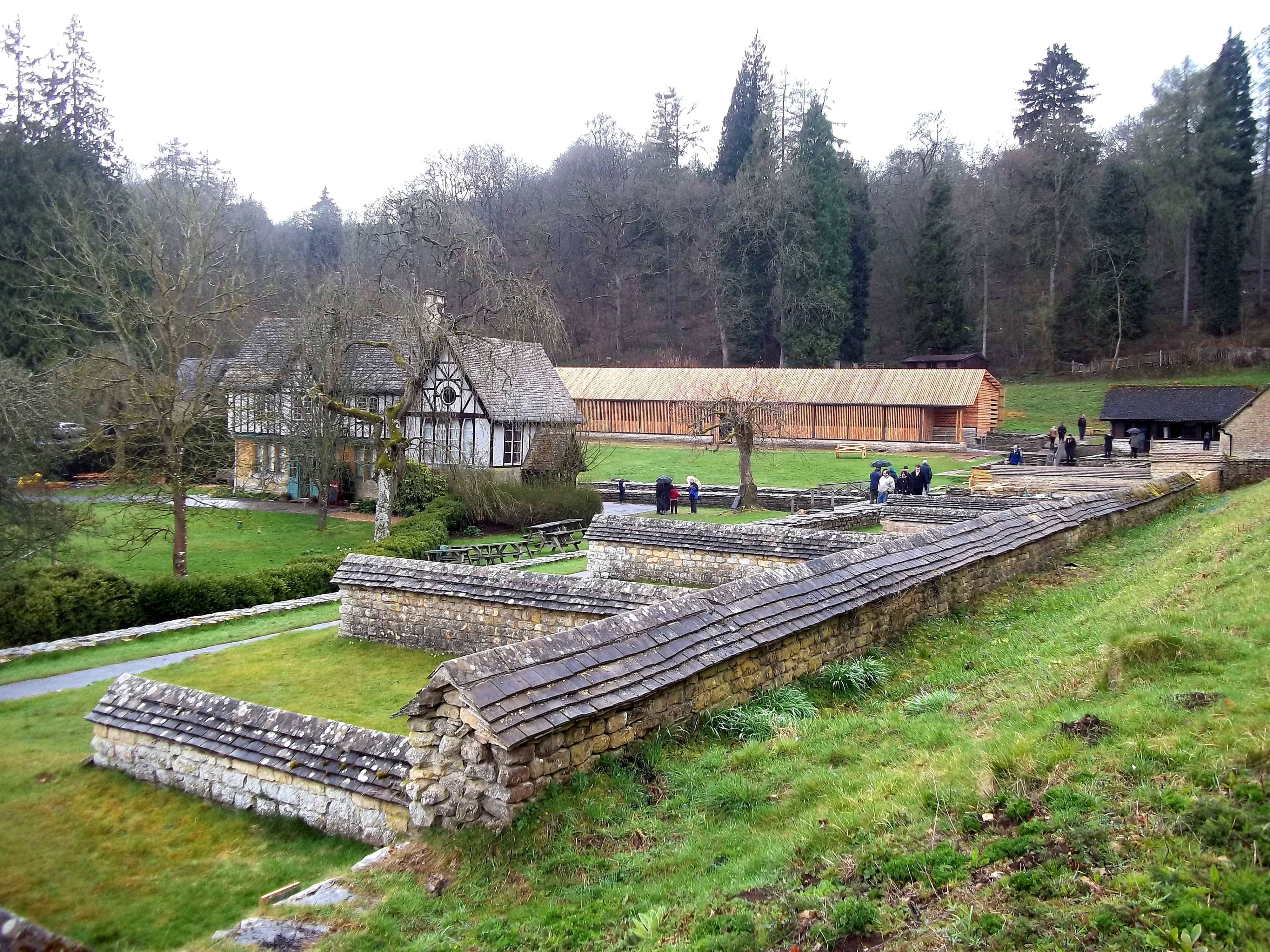
Römische Villa
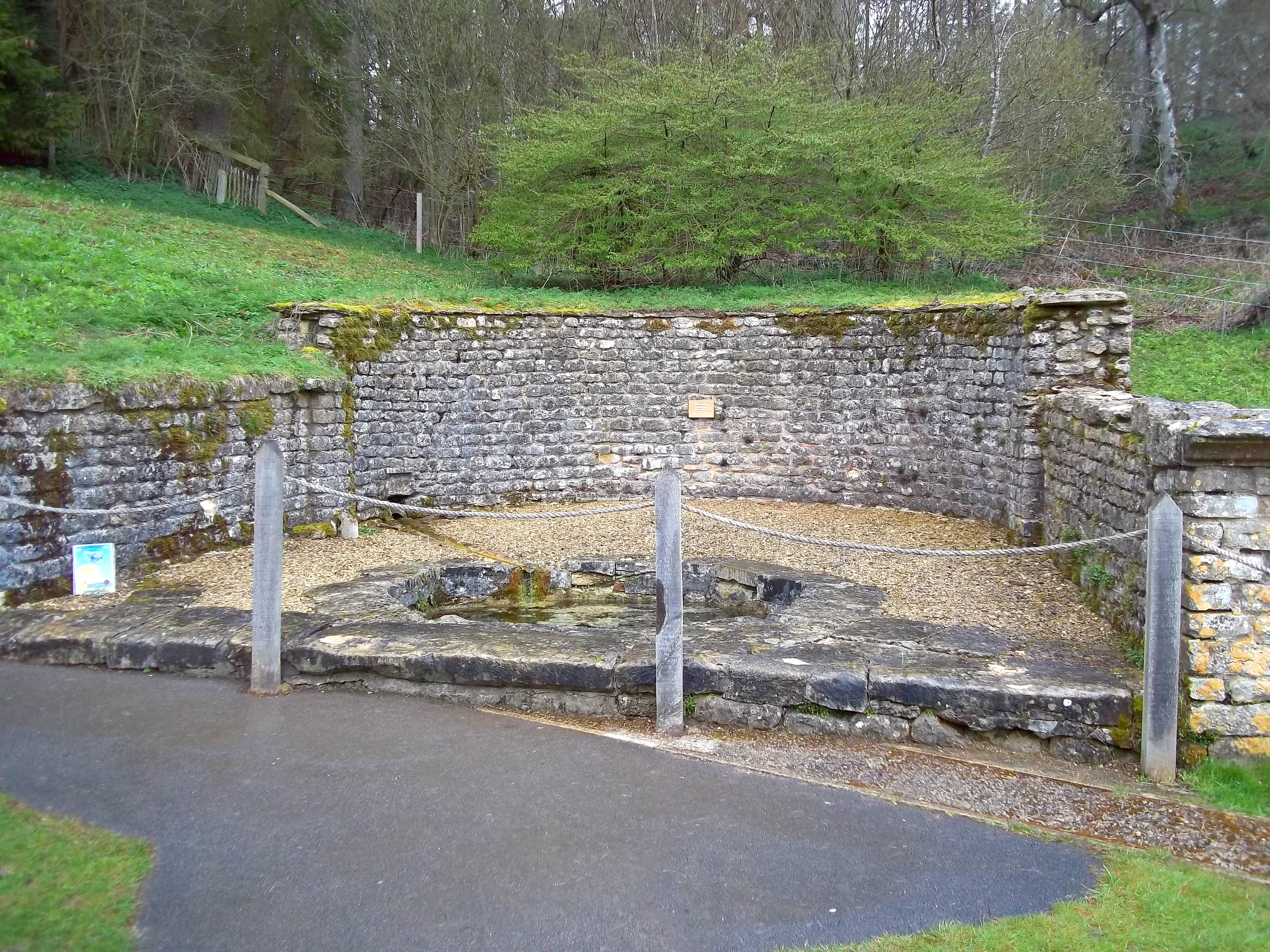
Nymphäum
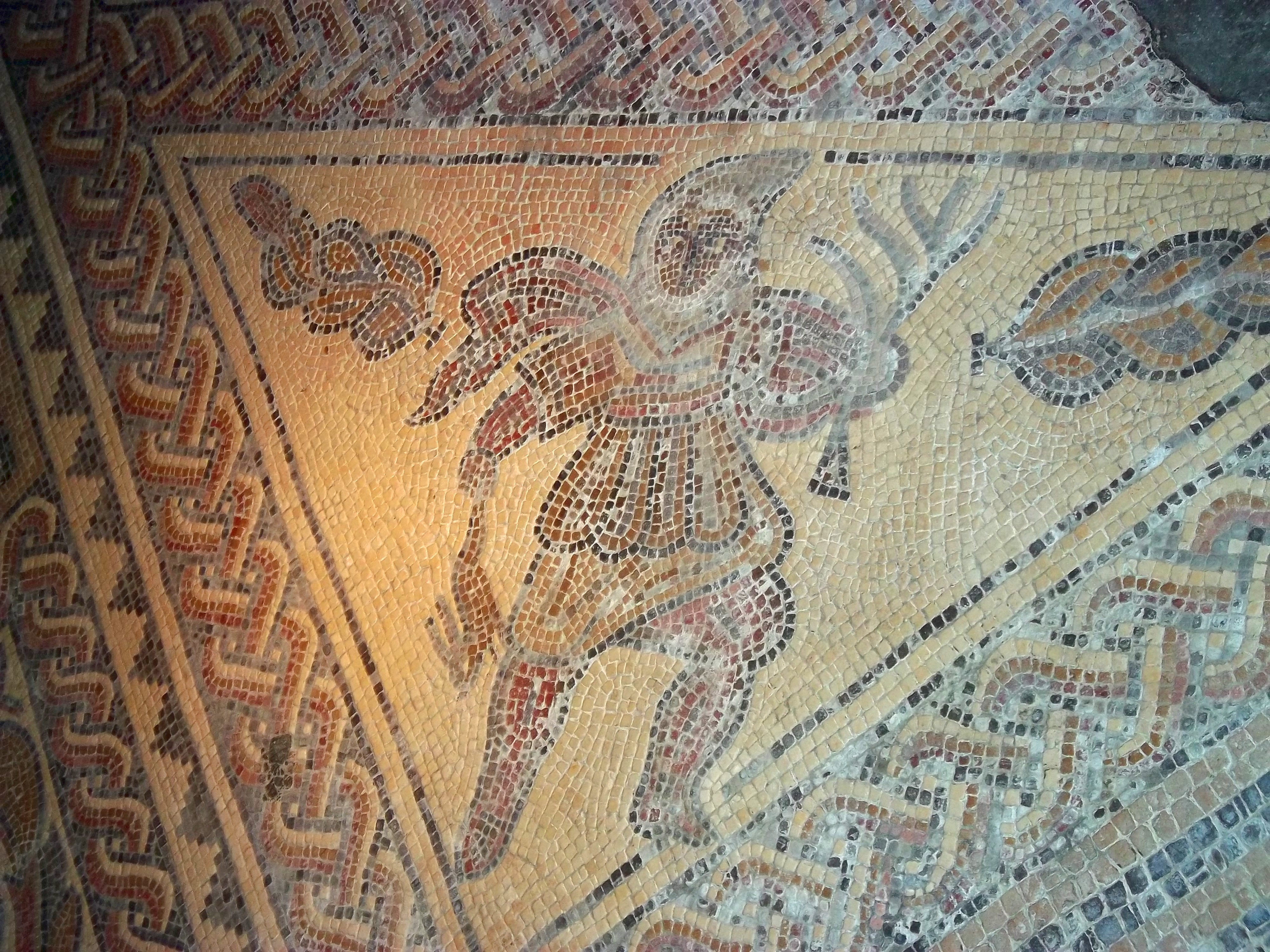
Mosaik im Triclinium
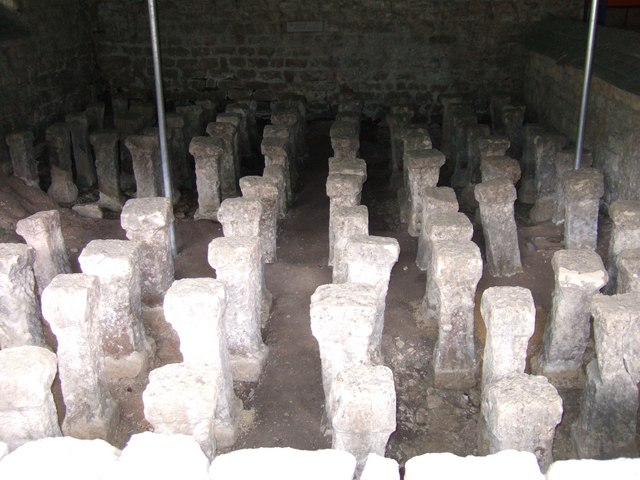
Hypocaustum
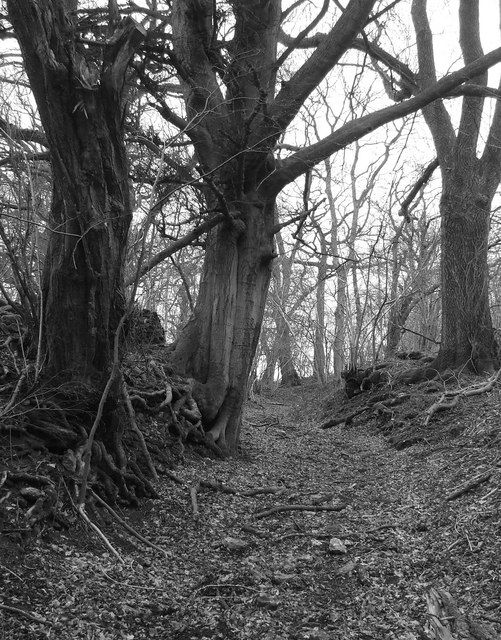
Römerstraße Fosse Way

## Chedworth Naturreservat
Das Chedworth Nature Reserve ist ein Teil des Gloucestershire Wildlife Trust Nature Reserve, das sich an der Südseite des River Coln Valley zwischen Chedworth und Withington befindet. Das Reservat liegt in unmittelbarer Nähe der Roman Villa auf einem rund 2 km langen Abschnitt der stillgelegten Bahnlinie Midland & South Western Junction Railway, Einschnitte und Böschungen der ehemaligen Trasse sind nun ein Teil des Reservats geworden. Der Wildlife Trust erwarb das Gelände im Jahre 1961 und gestaltete es als Waldgebiet mit Buchenbestand zu beiden Seiten der alten Trasse bis zum Chedworth Tunnel. Es ist ein Teil der Chedworth Woods, des zweitgrößten geschlossenen Waldgebietes der Cotswolds.
Geologisch ist das Gebiet ins Bajocium (171,6 bis etwa 167,7 Millionen Jahren v. Chr.) einzureihen. Im Kalkgeröll sind viele Fossilien aus dieser Zeit zu finden.

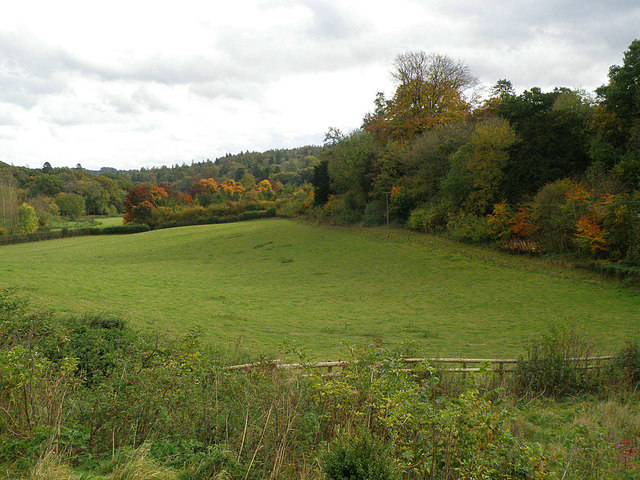
River Coln Valley
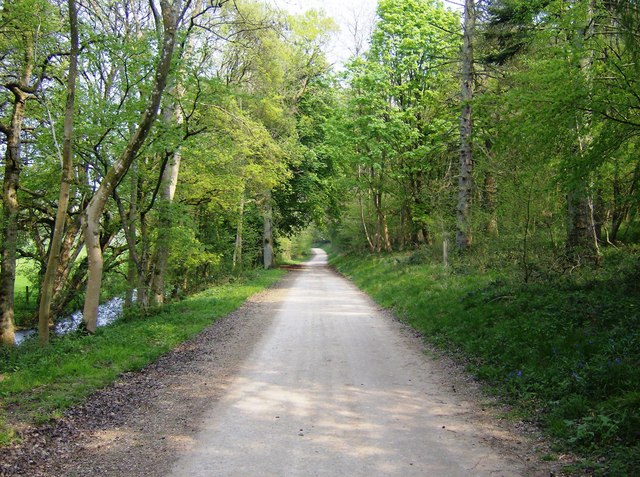
Chedworth Woods
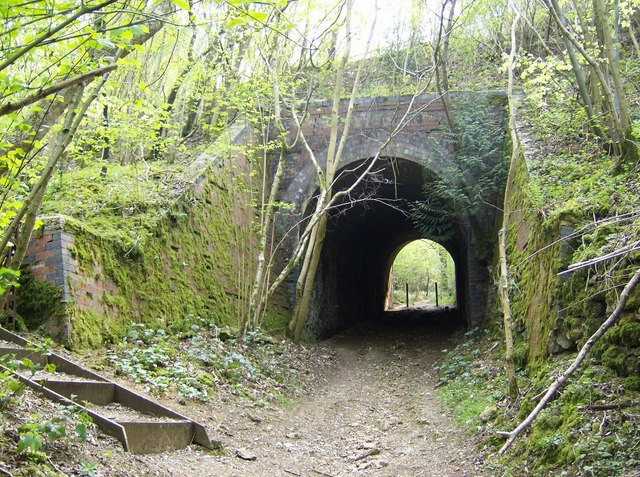
Bahnbrücke in den Woods
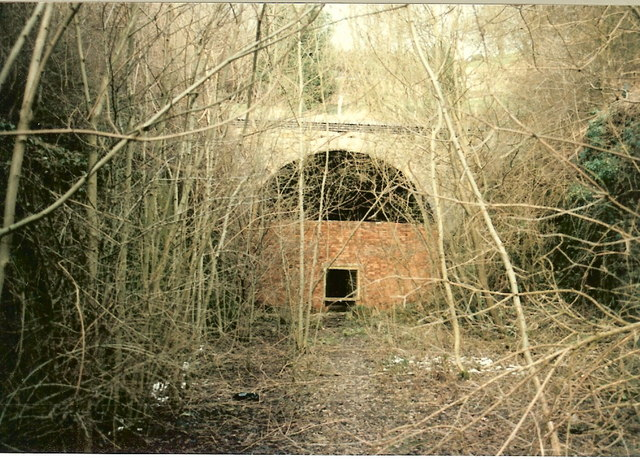
Bahntunnel in den Woods